# Baek Seok
Baek Seok (nascido Baek Ki-haeng; Chongju, 1 de julho de 1912 — Samsu, 7 de janeiro de 1996) foi um poeta, romancista e tradutor literário coreano. Ele nasceu em Chŏngju, Pyongan Norte, e iniciou sua carreira de jornalista no The Chosun Ilbo em 1934. Ele publicou seu primeiro poema "Fortaleza Chŏngju" (정주성, Jeongjuseong) na edição de 31 de agosto de 1935 do Chosun Ilbo. Em 20 de janeiro do próximo ano ele publicou uma coleção dos poemas que havia escrito intitulado Cervo (사슴, Sasŭm). Embora Cervo contivesse 33 poemas, muitos dos quais eram novos, 7 deles já haviam sido publicados em revistas ou jornais de formas ligeiramente diferentes. Até 1948, publicou cerca de mais de 60 obras, mas acredita-se que ele não tenha produzido outro livro de poesia.
Na República da Coreia, a publicação de suas obras foi estritamente proibida por um tempo porque ele foi rotulado como um poeta norte-coreano e comunista. No entanto, desde 1987, quando uma coleção de suas obras (poemas e ensaios) foi introduzida pela primeira vez após a Guerra da Coreia, ele foi amplamente reavaliado por estudiosos e críticos. Ele é agora considerado como tendo aberto uma nova face do modernismo socialista coreano com um grupo de escritores literários. Em 2007, ele foi listado pela Korean Poets 'Association entre os dez poetas coreanos modernos mais importantes.

## Nome
Seu nome verdadeiro é Baek Ki-haeng e o seu pseudônimo era Baek Ki-yeon em 1915. Após a derrota do Império Japonês em 1945 e a libertação da dinastia Joseon, ele mudou seu nome para Baek seok, e sua residência principal se tornou Suwon. O nome Seok é conhecido por ter sido usado por ele pois o mesmo amava a obra de Takuboku Ishikawa, um poeta japonês.

## Biografia

### Início de vida
Baek Seok nasceu com o nome de Baek Ki-haeng em Chongju, Pyongan Norte, em 1 de julho de 1912, filho de Baek Si-bak e Yi Bong-woo. O seu pai trabalhava no Chosun Ilbo como fotógrafo. Baek Si-bak não era rico, mas participou da arrecadação de fundos para a construção da escola Osan. Em 1907, Baek Seok entrou na escola primária de Osan e seu irmão, Hyeob-haeng, nasceu. Em 1919, a escola Osan foi totalmente incendiada pela polícia militar japonesa por razões que levaram ao Movimento Primeiro de Março. Cho Man-sik, que era o diretor da escola Osan, foi preso e a escola teve que ser fechada por um ano e meio. Em 1924, ele se formou na escola primária de Osan e entrou na escola fundamental e secundária de Osan. Baek Seok admirava Kim So-wol, seis anos mais velho, e se interessou por literatura. Ele era o aluno com a melhor pontuação, mas não pôde entrar na universidade por causa de dificuldades financeiras. Em janeiro de 1930, ele ganhou o primeiro prêmio com seu primeiro romance "A Mãe e o Filho" (그 모와 아들) em um concurso literário organizado pelo Chosun Ilbo. Isso o tornou capaz de estudar na Universidade Aoyama Gakuin com uma bolsa financiada pelo Chosun Ilbo. Na universidade, formou-se em Literatura inglesa e também estudou francês e russo. Estudando no exterior, ele gostava de poemas do poeta japonês Takuboku Ishikawa e se interessava pelo modernismo.

### Vida adulta
Em 1934, entrou no Departamento de Correções de Chosun Ilbo, tendo se formado na universidade. Ele editou uma revista irmã Feminine (여성, Yeoseong) e traduziu trabalhos e jornais estrangeiros. Começou a trabalhar oficialmente como escritor e tradutor lançando um ensaio Brincos (이설 귀고리, Iseol Guigori) em 16 de maio de 1934. A tradução de um artigo de D. S. Mirsky o fez pensar sobre o valor da língua coreana e como preservá-la com poesia. Em 31 de agosto de 1935, ele anunciou seu primeiro poema Fortaleza Chongju. Em 20 de janeiro de 1936, ele publicou por conta própria uma coleção de seus poemas intitulada Cervo, que era uma edição limitada de 100. Cervo consistia em sete poemas já publicados e os outros novos. Em 29 de janeiro, uma reunião para comemorar a publicação de Cervo foi realizada em Taeseogwan e onze pessoas, incluindo Kim Kirim e Shin Hyun-jung, se envolveram como proponentes.
Neste ano, se demitiu da empresa e começou a ocupar seu novo cargo como professor de inglês no colégio Yeongsaeng em Hamhung. Em Hamhung, ele se apaixonou por Kim Jin-hyang, uma kisaeng, e a chamou de Jaya. Em 1938, ele propôs-lhe que partissem para a Manchúria e lá vivessem em liberdade. Mas, ela recusou a proposta temendo que ela pudesse o atrapalhar em sua jornada. Ela partiu para Gyeongseong sozinha. Então, ele escreveu Eu, Natasha e um burro branco (나와 나타샤 와 흰 당나귀, Nawa natashawa huin dangnagui). Em janeiro de 1939, ele retornou a Gyeongseong e encontrou Jaya novamente. Em 26 de janeiro de 1939, ele se juntou a Chosun Ilbo e renunciou em 21 de outubro de 1939. Ele escreveu uma poesia de viagem, Viajando pelo Ocidente (서행 시초, Seohaengsicho), viajando Pyongan e Hamgyong. Em 1940 ele partiu para a Manchúria e conseguiu um emprego no Departamento de Economia em Manchukuo com a ajuda de seus amigos. Mas ele renunciou seis meses depois por causa da pressão para seguir Sōshi-kaimei. Em 1942 ele trabalhou em uma alfândega em Andong.

### Últimos anos e morte
Após a restauração da independência coreana, ele voltou para sua cidade natal, Chongju. Ele estudou literatura infantil e foi criticado pelo mundo literário da Coreia do Norte. Em junho de 1962, ele se tornou pastor em uma fazenda coletiva em Samsu. Em outubro de 1962, ele parou de escrever enquanto as críticas ao reacionarismo se intensificavam. Os sul-coreanos e japoneses acreditaram por muito tempo que Baek Seok havia morrido na fazenda em 1963. No entanto, foi revelado que ele viveu até 1996.

## Obra selecionadas

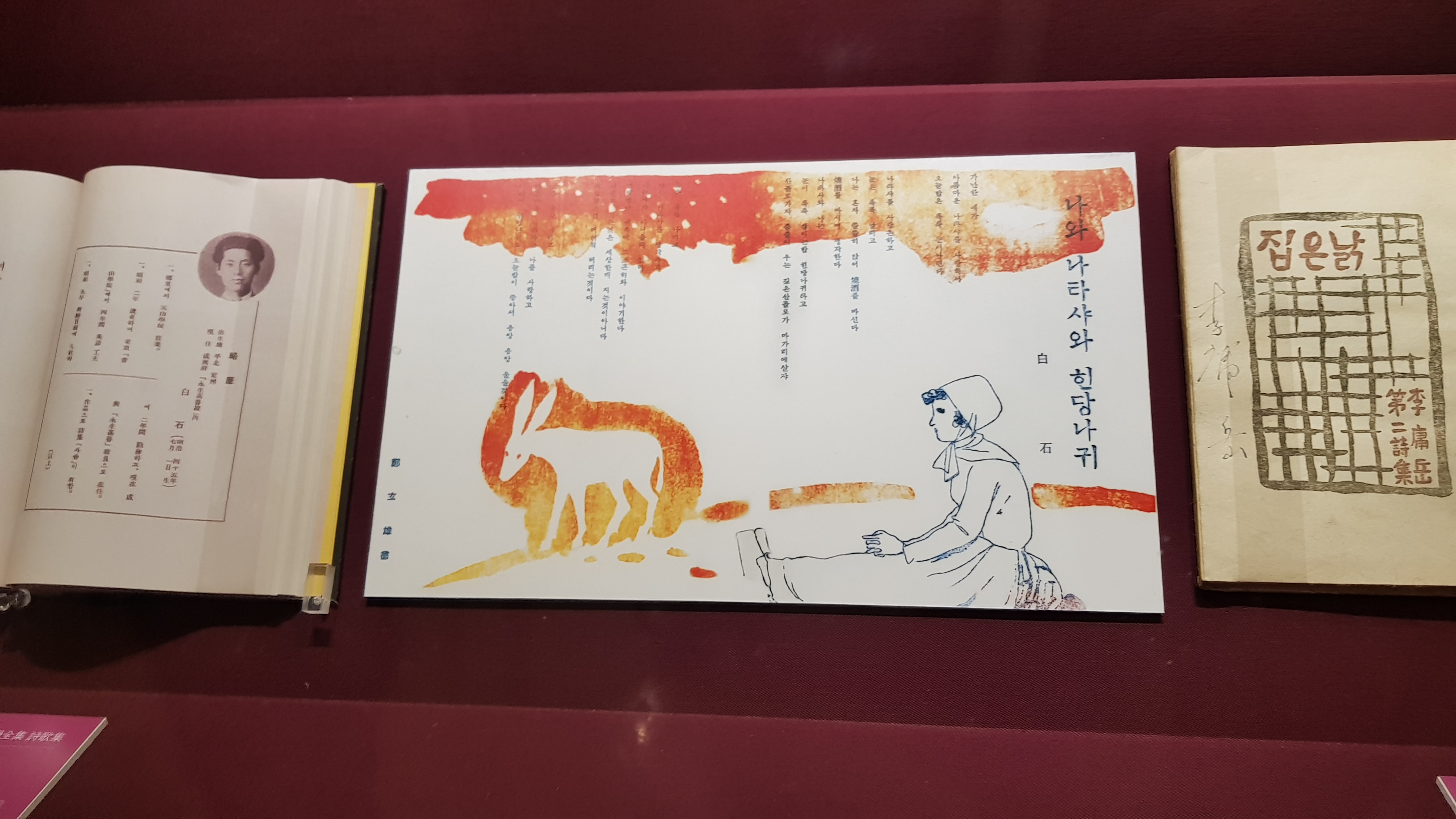
Um poema de Baek Seok

Baek Seok utilizou não apenas o dialeto Pyongan e palavras arcaicas, mas também de outras províncias. Ele tentou preservar a cultura e a língua rural coreana listando peças e comidas tradicionais em seus poemas. Para enfatizar isso, ele costumava definir um narrador como uma criança. Seus poemas são geralmente baseados na nostalgia de sua casa. Em seu poema, Casa é descrito como um lugar que não tem riqueza material, mas valores espirituais. O Pessoal na Aldeia de Fox-Lurking (여우 난 곬족, Yeounan goljok) mostra tais características.
- "Cervo": esta é uma coleção de poemas publicada em 20 de janeiro de 1936.
- "Eu, Natasha e o Burro Branco": um poema publicado em 1938 que transcende a realidade e canta a vontade e o desejo de amor.
- "Seohaeng Sicho": Baek Seok, que voltou ao Chosun Ilbo em 1939, anunciou isso quatro vezes durante sua viagem à sua cidade natal, Pyeongan-do.
- "Namhaeng Sicho" (Haengshicho do Sul): Esta é uma publicação quadrienal publicada no Chosun Ilbo durante uma viagem a Tongyeong, Goseong, Changwon e Sacheon em Gyeongsangnam-do.